# František Liebscher
František Liebscher, křtěný František Vojtěch (30. září 1852 Praha – 21. června 1935 tamtéž), byl český právník, kreslíř a malíř autodidakt.

## Život
Narodil se v Praze jako třetí v pořadí do rodiny inženýra Zemského výboru Josefa Liebschera. Vyrůstal spolu s bratry Josefem, Karlem a Adolfem, kteří byli umělecky nadáni a sám obstojně kreslil. Po absolvování základního vzdělání a akademického gymnázia vystudoval práva a celý život působil jako soudní úředník. V roce 1898 se oženil s malířkou Bertou Havlíčkovou a v letech 1897–1906 žil v Chrudimi. V roce 1906 se vrátil zpět do Prahy, kde působil jako soudní rada u obchodního soudu. Po roce a půl odešel ze zdravotních důvodů do penze a umělecké tvorbě se věnoval pouze privátně, povětšinou ve formě drobných kreseb. V červnu roku 1935 v důsledku zhoršujícího zdravotního stavu zemřel a pohřben byl na Olšanských hřbitovech.
Nekrolog napsal rodinný přítel malíř Ludvík Kuba a byl zveřejněn v Národní politice 26. června 1935.

## Galerie

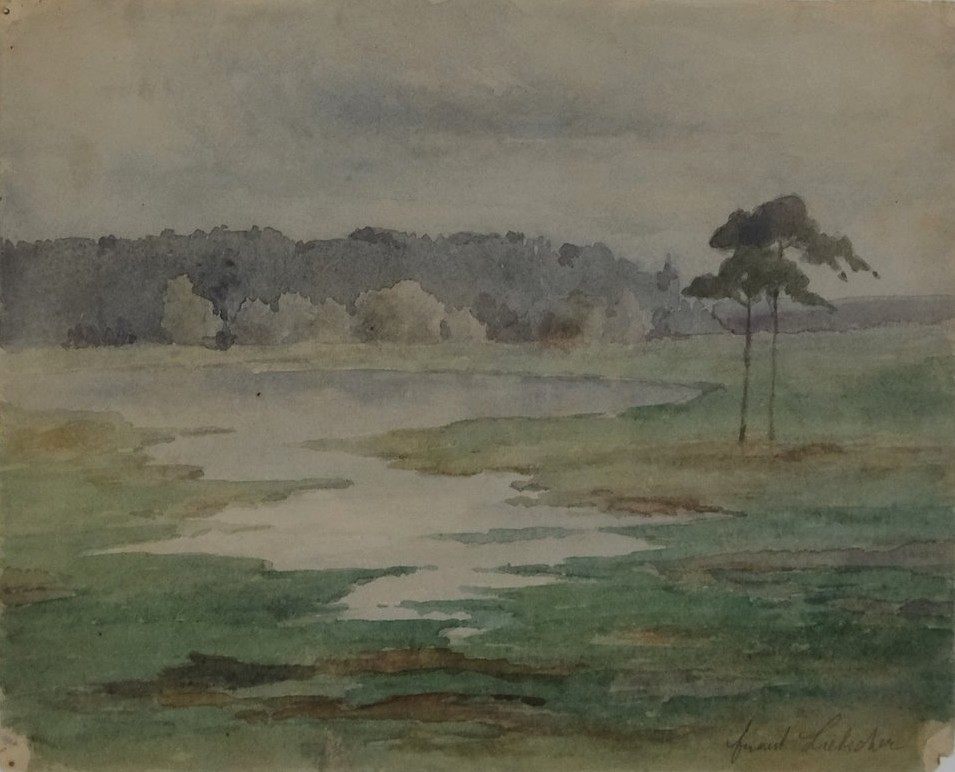
Rybník u lesa (akvarel na lepence)
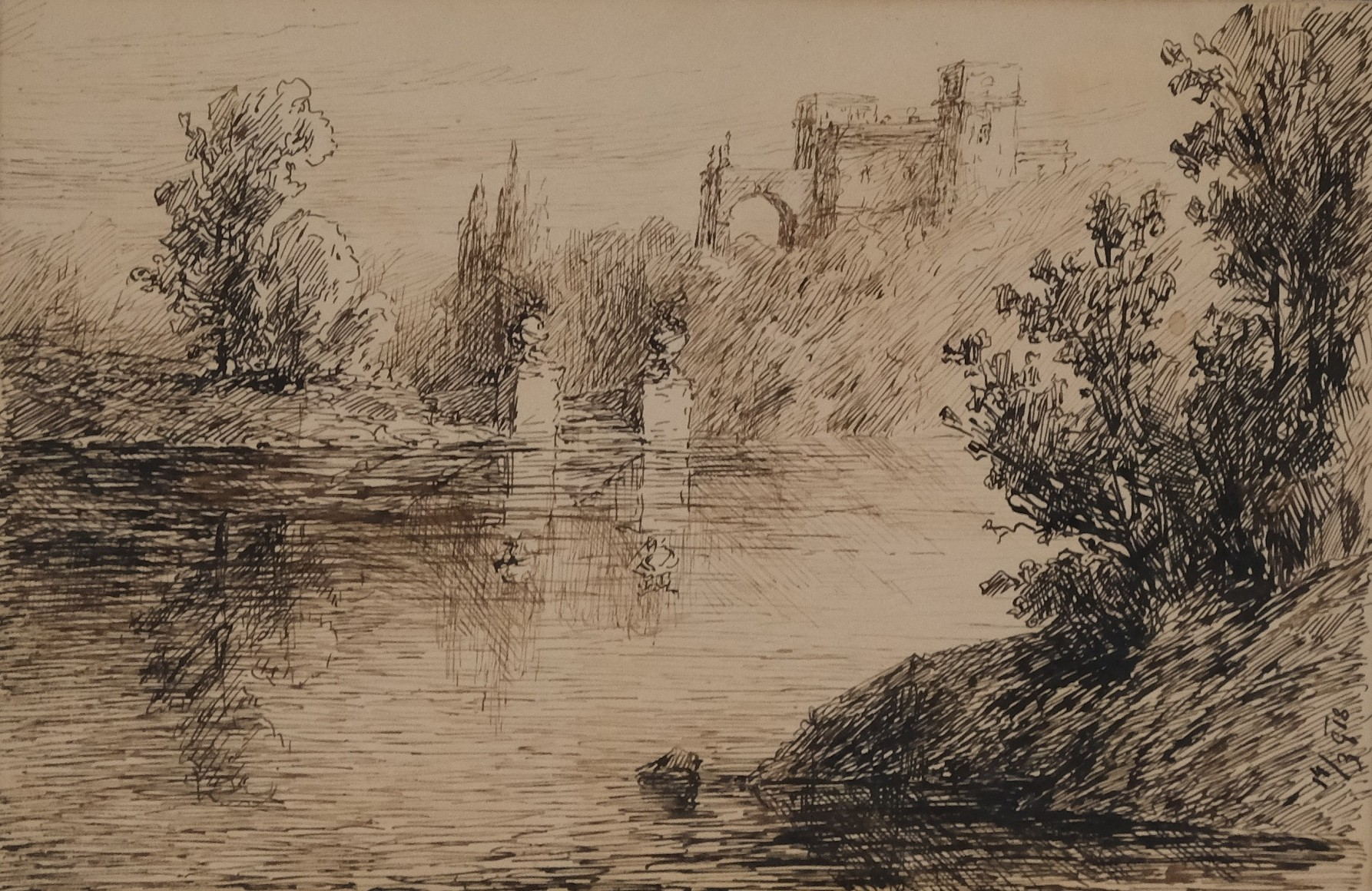
Zřícenina poblíž mokřadu (kresba tuší)
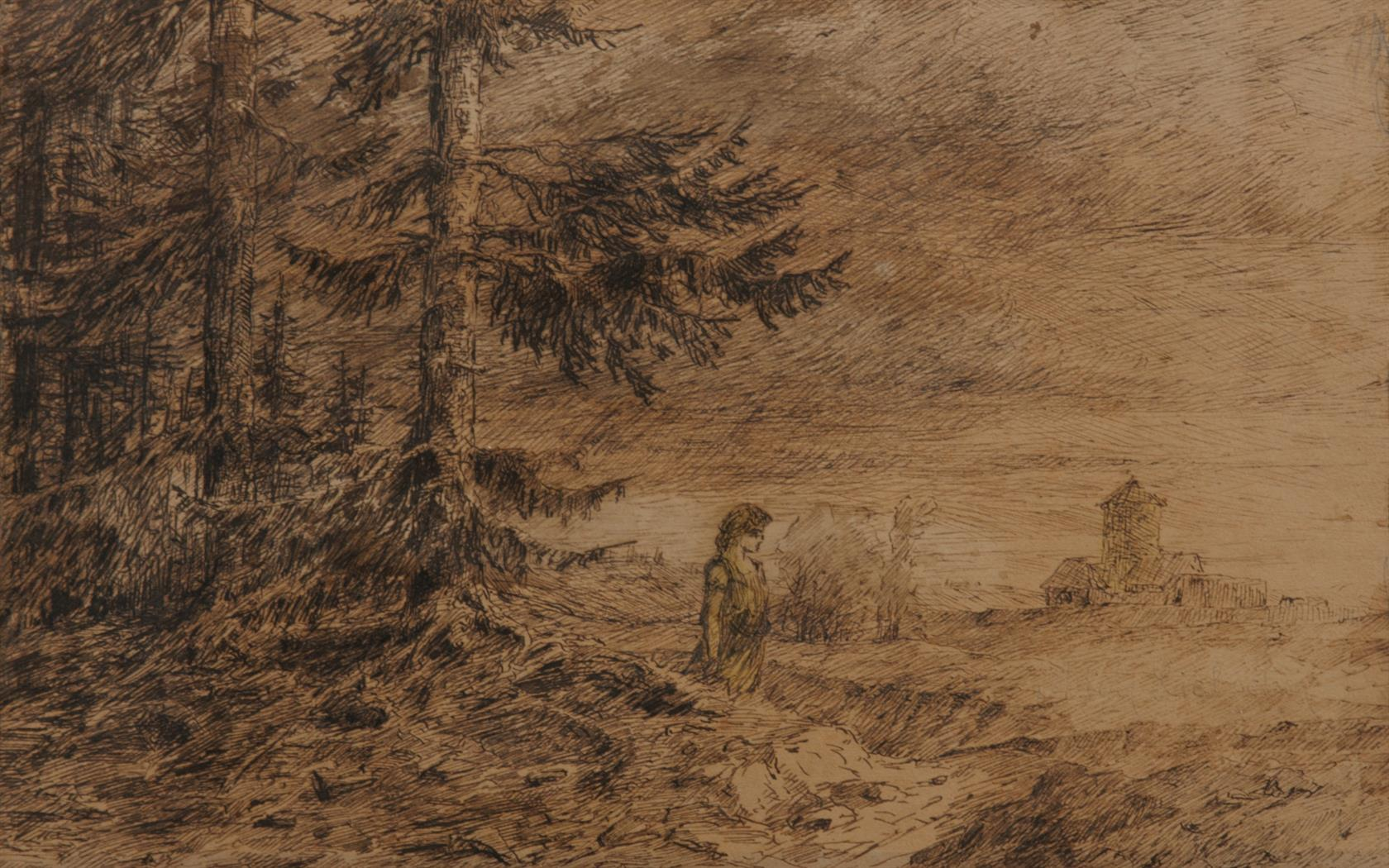
Dívka u lesa (litografie)